# Les Tortues Ninja (série télévisée d'animation, 2012)
Cet article concerne la série télévisée d'animation de 2012. Pour la série télévisée d'animation de 2003, voir Les Tortues Ninja.
Pour les articles homonymes, voir Tortues Ninja (homonymie).
Les Tortues Ninja (2003) Le Destin des Tortues Ninja
Les Tortues Ninja (Teenage Mutant Ninja Turtles) — ou Les Aventures des Tortues Ninja (Tales of the Teenage Mutant Ninja Turtles) pour sa cinquième et dernière saison — est une série télévisée d'animation américaine en 124 épisodes de 22 minutes créée par Kevin Eastman et Peter Laird, diffusée du 29 septembre 2012 au 12 novembre 2017 sur Nickelodeon.
Il s'agit de la troisième série d'animation des Tortues Ninja et de la première produite par Nickelodeon Animation Studio.

## Personnages
- Leonardo
- Raphaël
- Donatello
- Michelangelo.

## Synopsis
Après avoir été exposées à du mutagène extraterrestre, les aventures de quatre jeunes tortues, Leonardo, Raphael, Donatello et Michelangelo, sont adoptées par un humain (Hamato Yoshi), mutant lui aussi, transformé en rat et surnommé Splinter. Ce dernier les élève comme ses propres enfants et leur enseigne les arts martiaux (Ninjutsu).
Le jour de leurs 15 ans, les quatre frères sont autorisés à sortir pour la première fois des égouts dans lesquels ils ont été élevés, et peuvent enfin déambuler dans les rues de New York. Ils y rencontrent notamment April O'Neil, une adolescente douée en informatique, dont le père a été enlevé par les Kraangs, des extraterrestres semblables à des cerveaux à tentacules. Peu après, ils découvrent qu'ils ne sont pas les seuls ninjas à New York. En effet, la ville est le cadre de méfaits perpétrés par le Clan des Foots, dont le passé est étroitement lié à celui de Splinter. Ces nouveau ninjas sont menés par Shredder, l'ennemi juré de Splinter. Leur dispute est liée à une femme, Mihoi, qui est morte lors de leur dernier combat à cause de Shredder.

## Distribution

### Voix originales
- Seth Green : Leonardo[2]
- Jason Biggs[3] : Leonardo
- Sean Astin : Raphael
- Rob Paulsen : Donatello
- Greg Cipes : Michelangelo
- Mae Whitman : April O'Neil
- Hoon Lee : Splinter
- Kevin Michael Richardson : Shredder
- Nolan North : le leader des Krangs[1]
- Kelly Hu : Karai / Miwa
- Phil LaMarr : Baxter Stockman
- Josh Peck : Casey Jones
- Christian Lanz : FishFace
- Clancy Brown : Dogpound / Rahzar
- Andrew Kishino : Fong

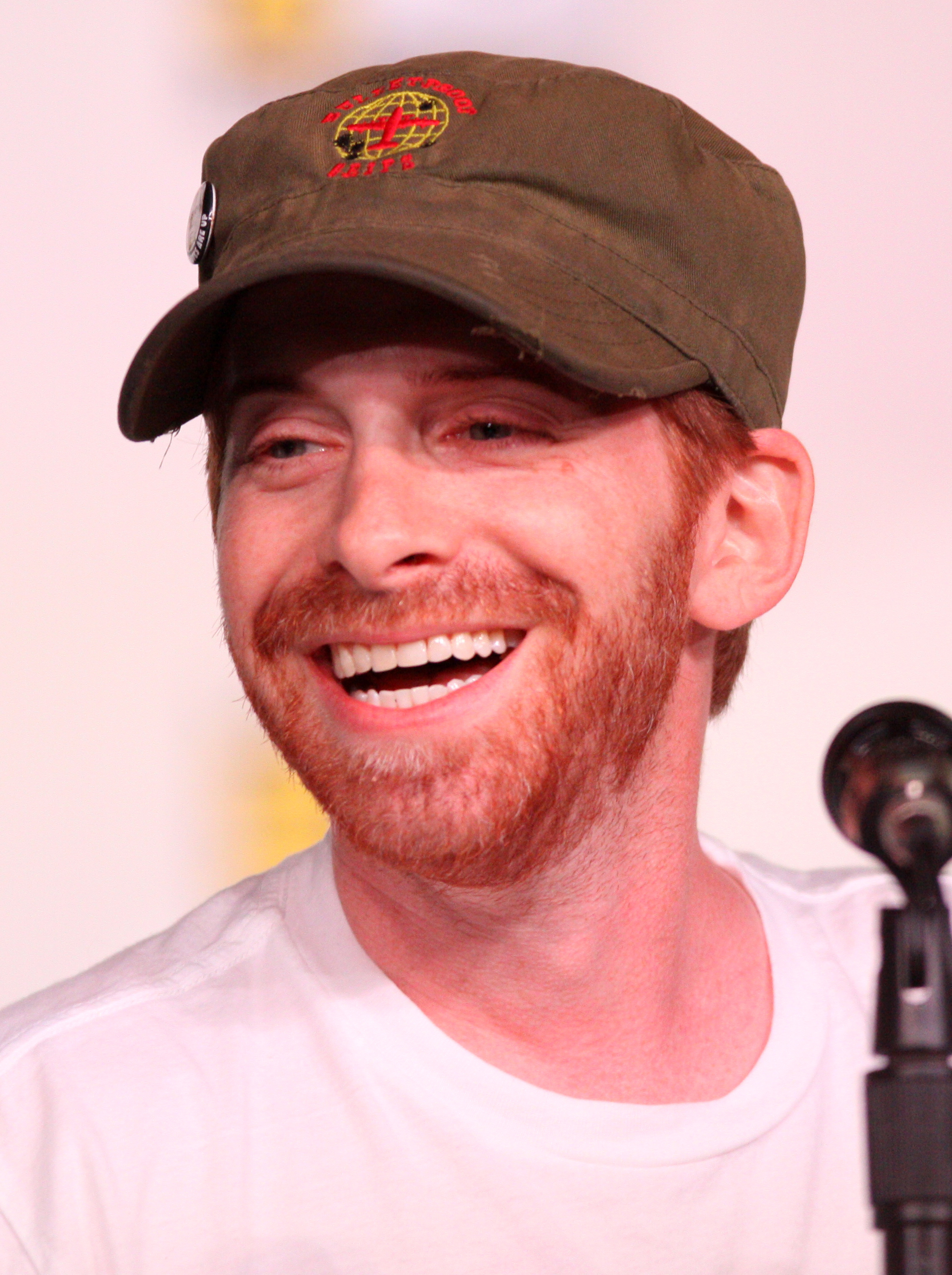
Seth Green interprète la deuxième voix de Léonardo.
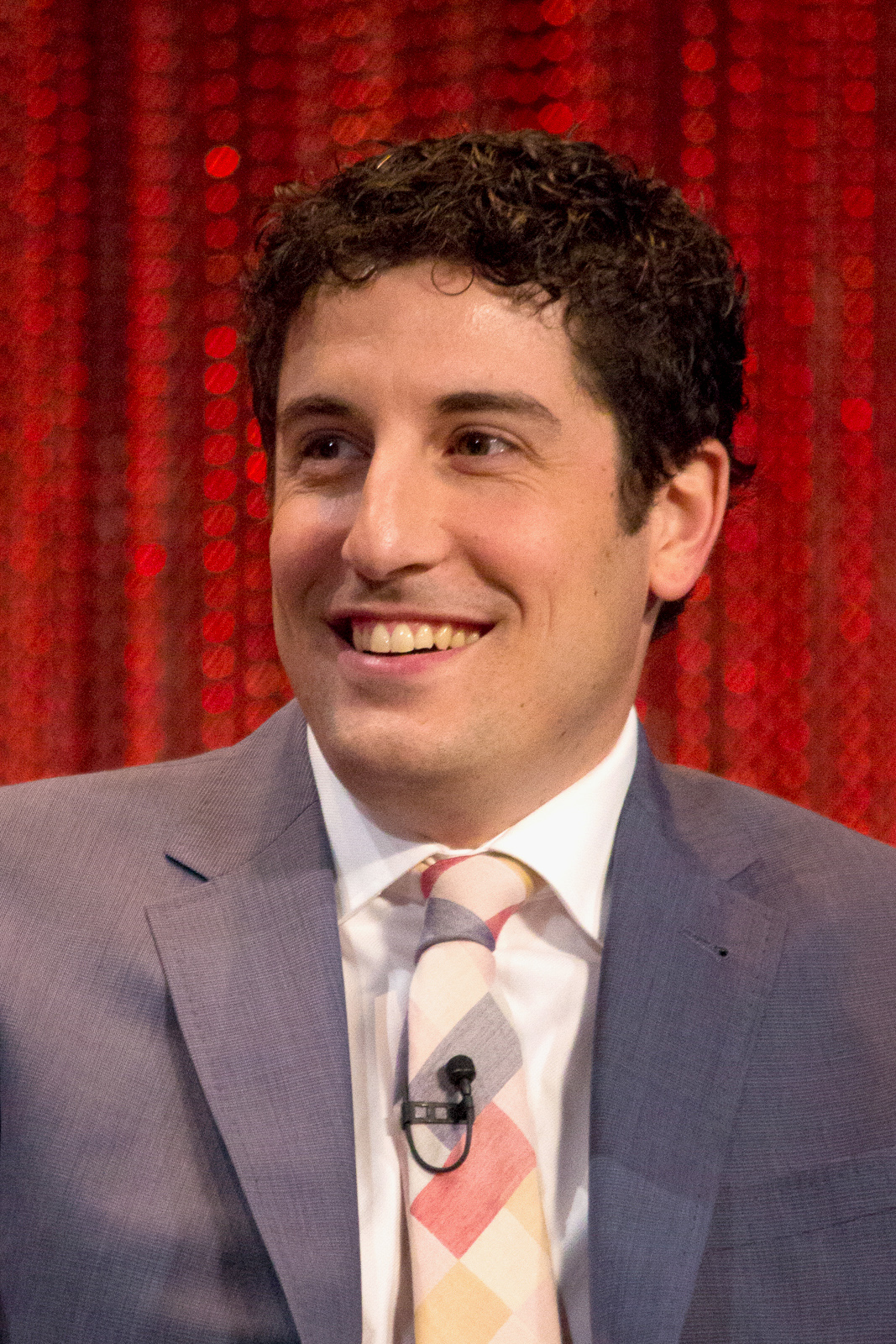
Jason Biggs interprète la première  voix de Léonardo.
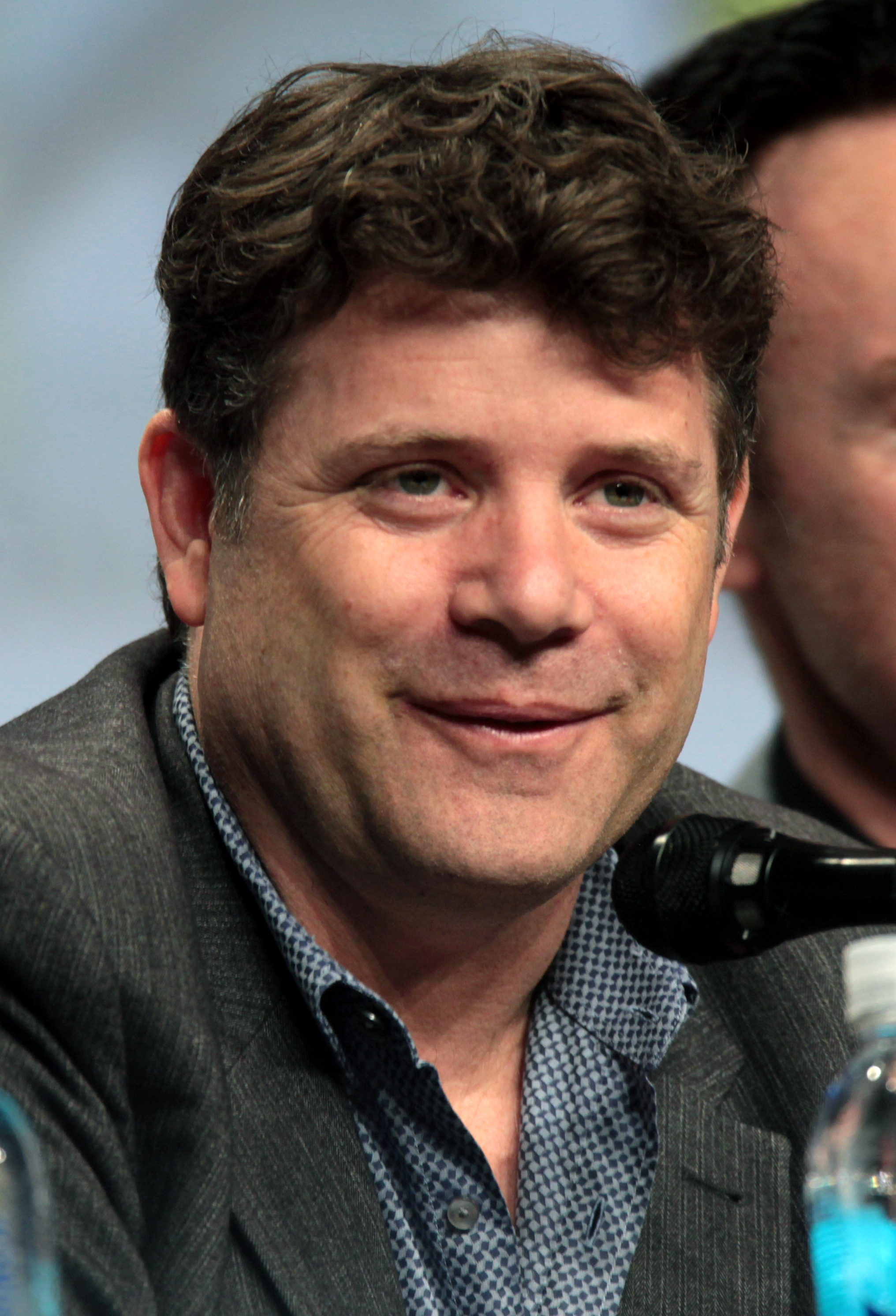
Sean Astin interprète la voix de Raphaël.
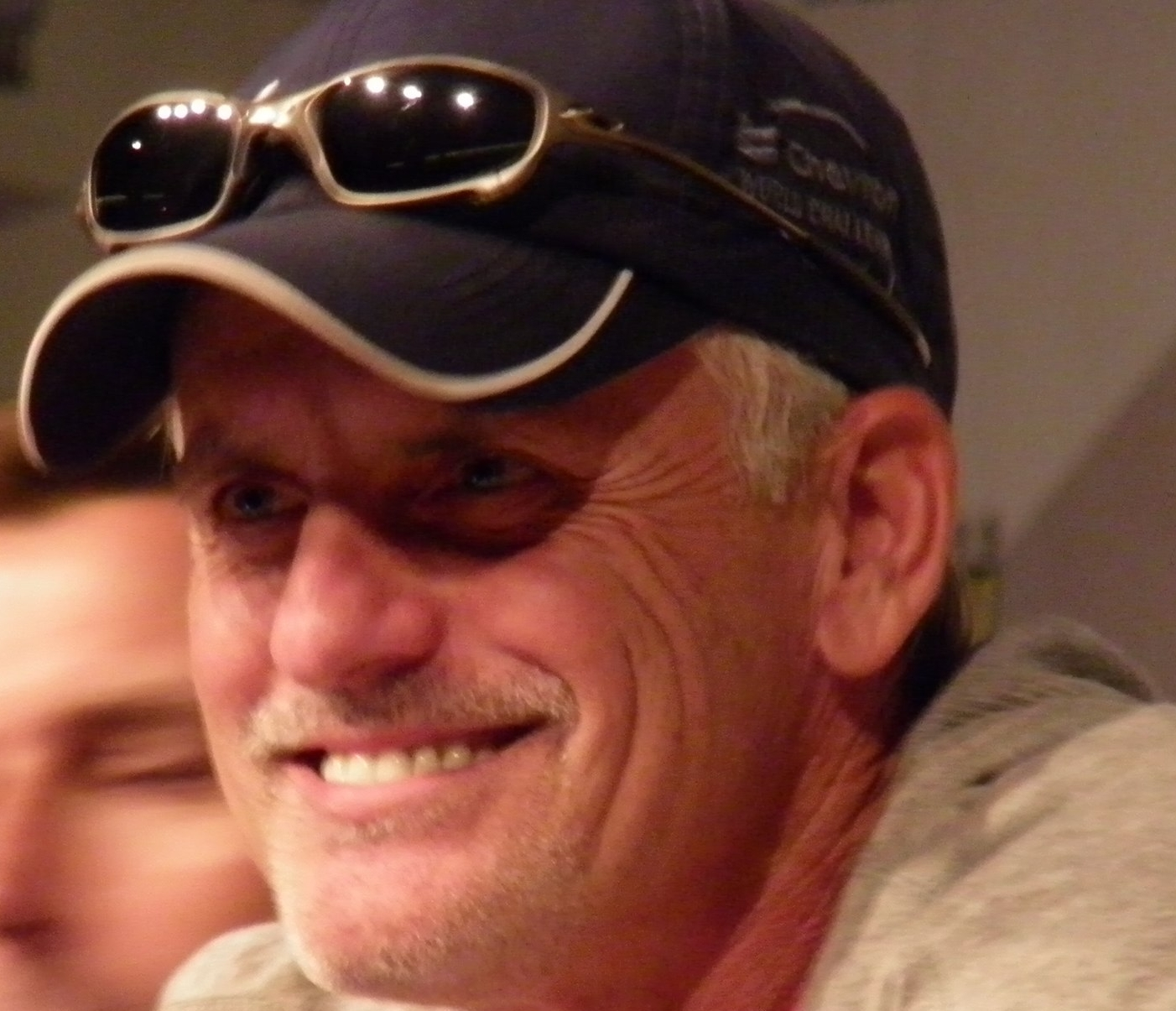
Rob Paulsen interprète la voix de Donatello.
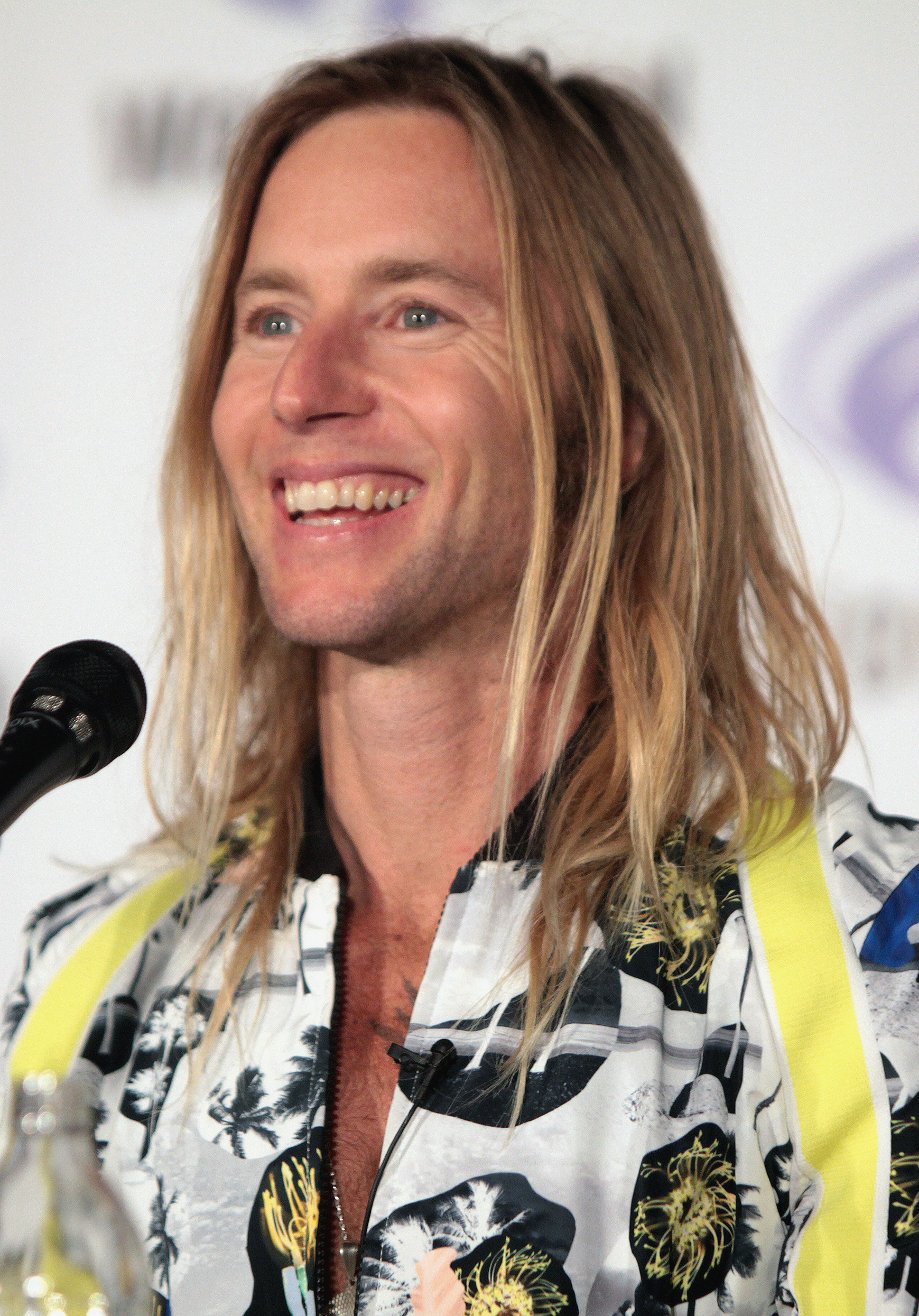
Greg Cipes interprète la voix de Michelangelo.
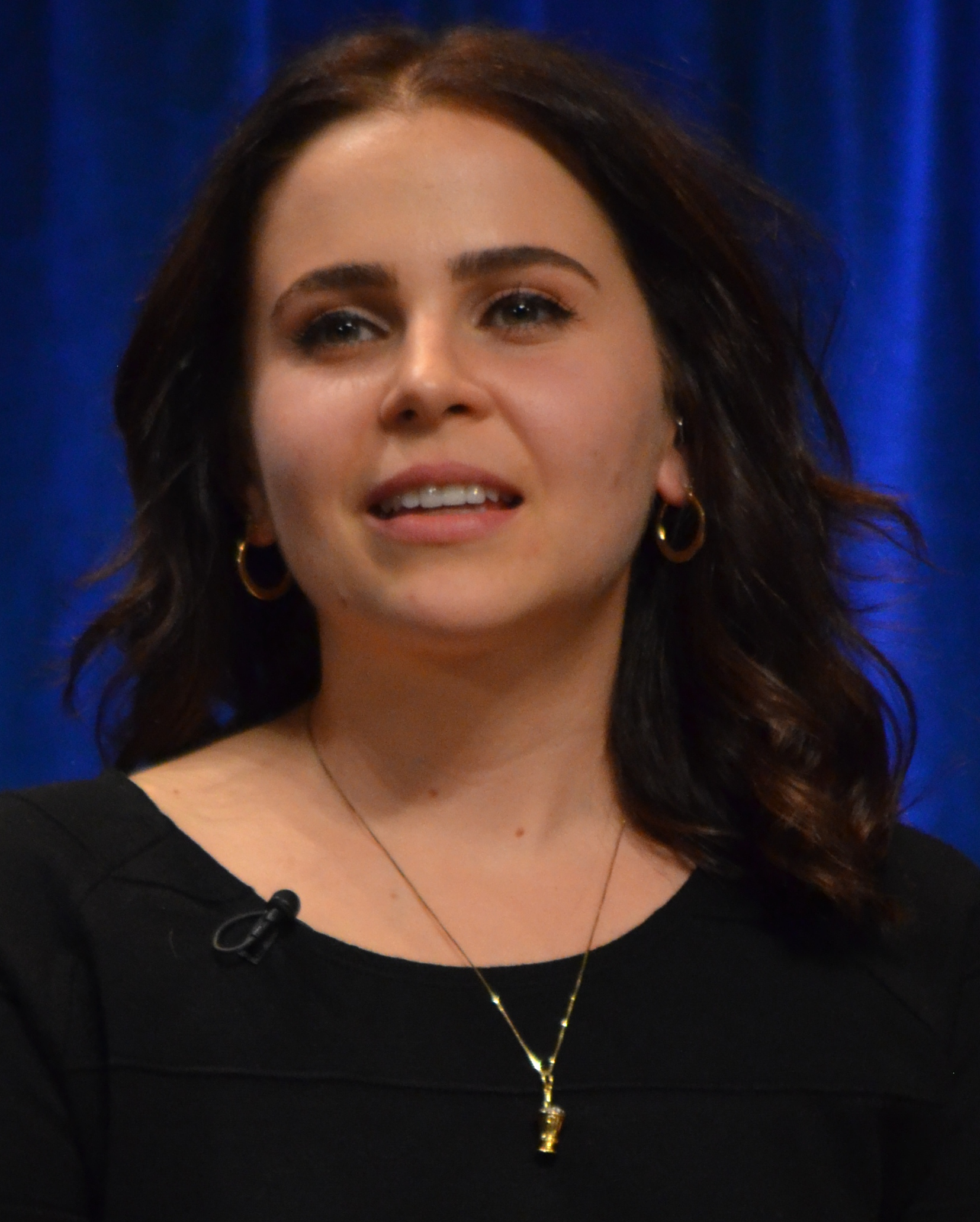
Mae Whitman interprète la voix d'April O'Neil.
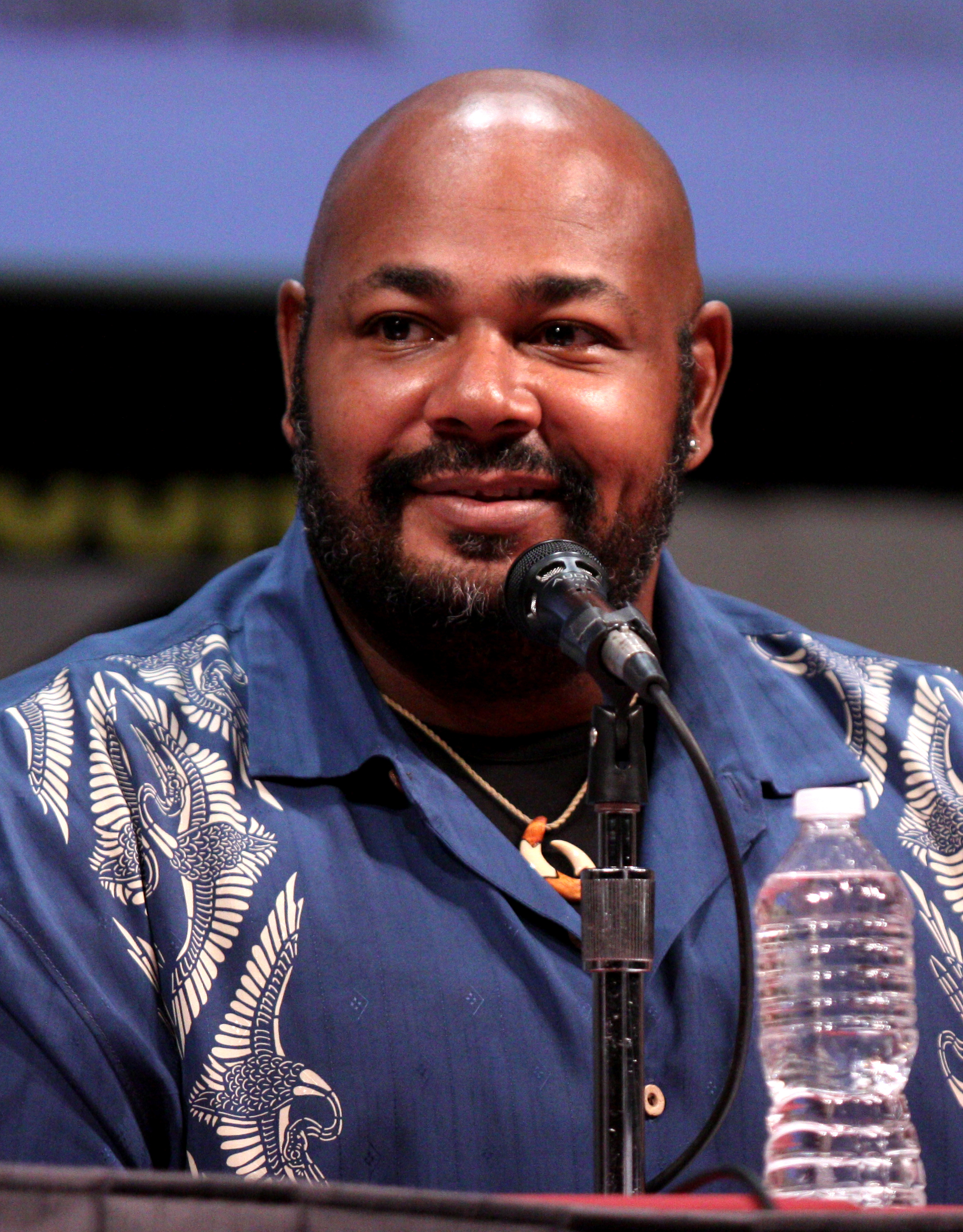
Kevin Michael Richardson interprète la voix de Shredder.
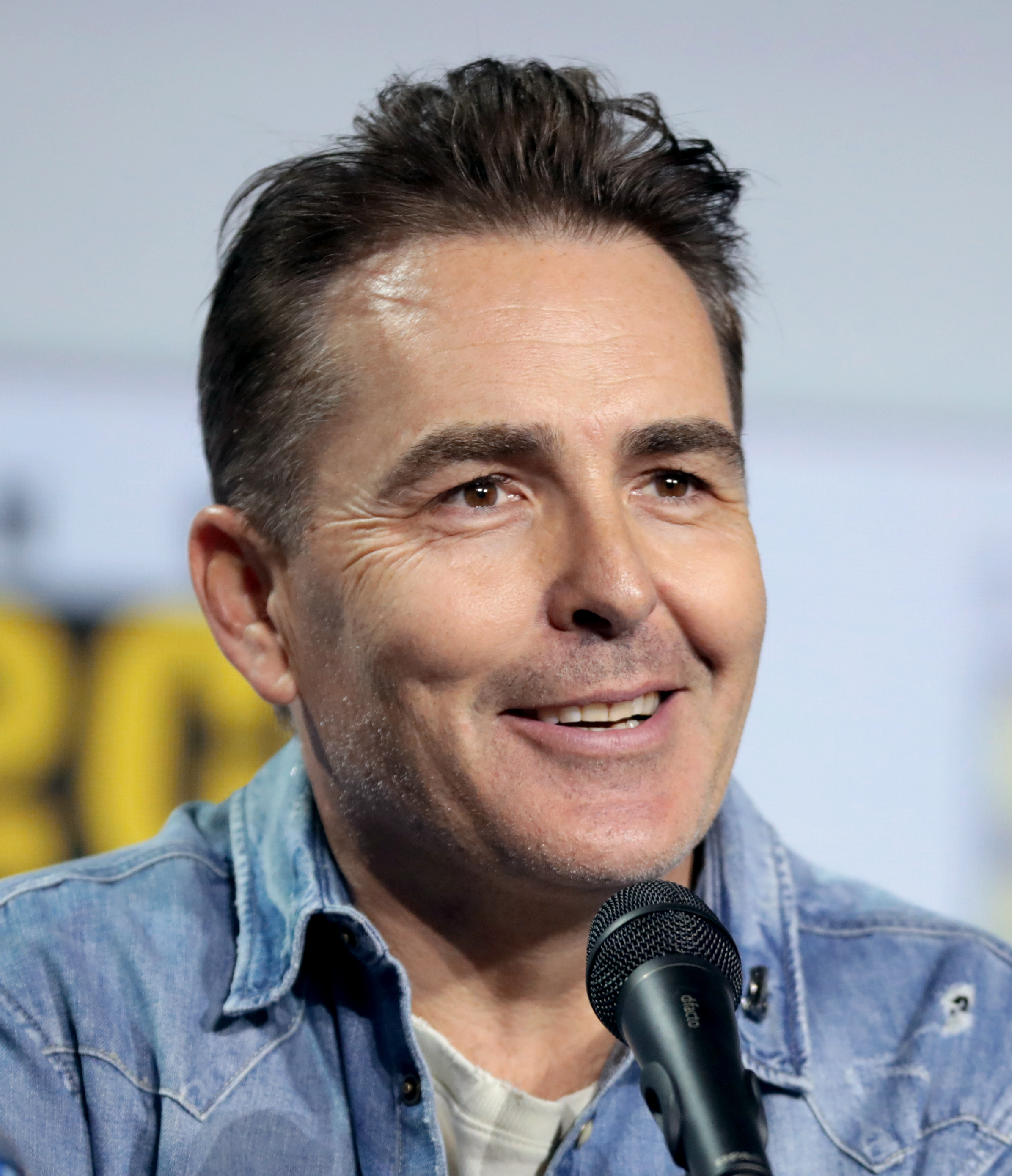
Nolan North interprète la voix du leader des Krang.
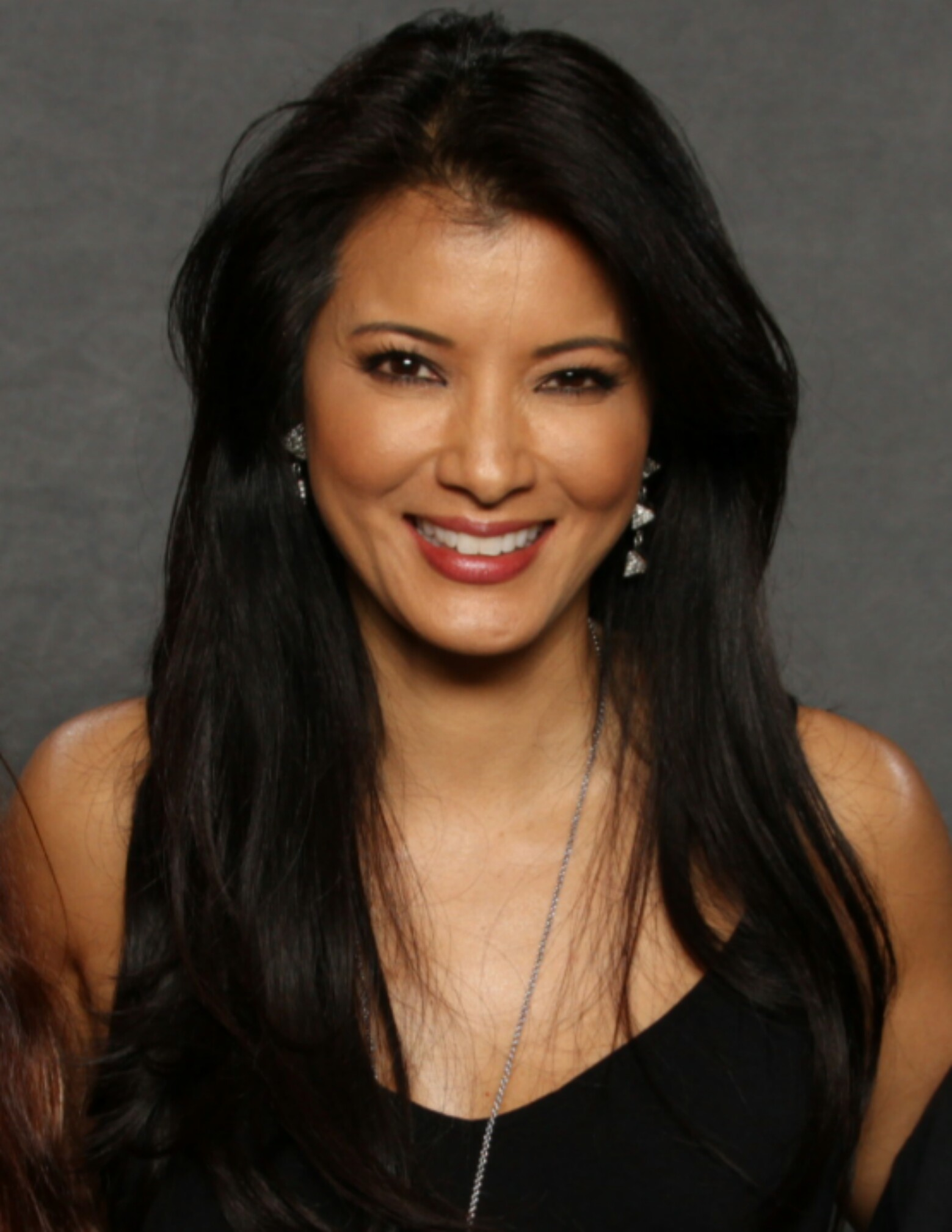
Kelly Hu interprète la voix de Karai / Miwa.
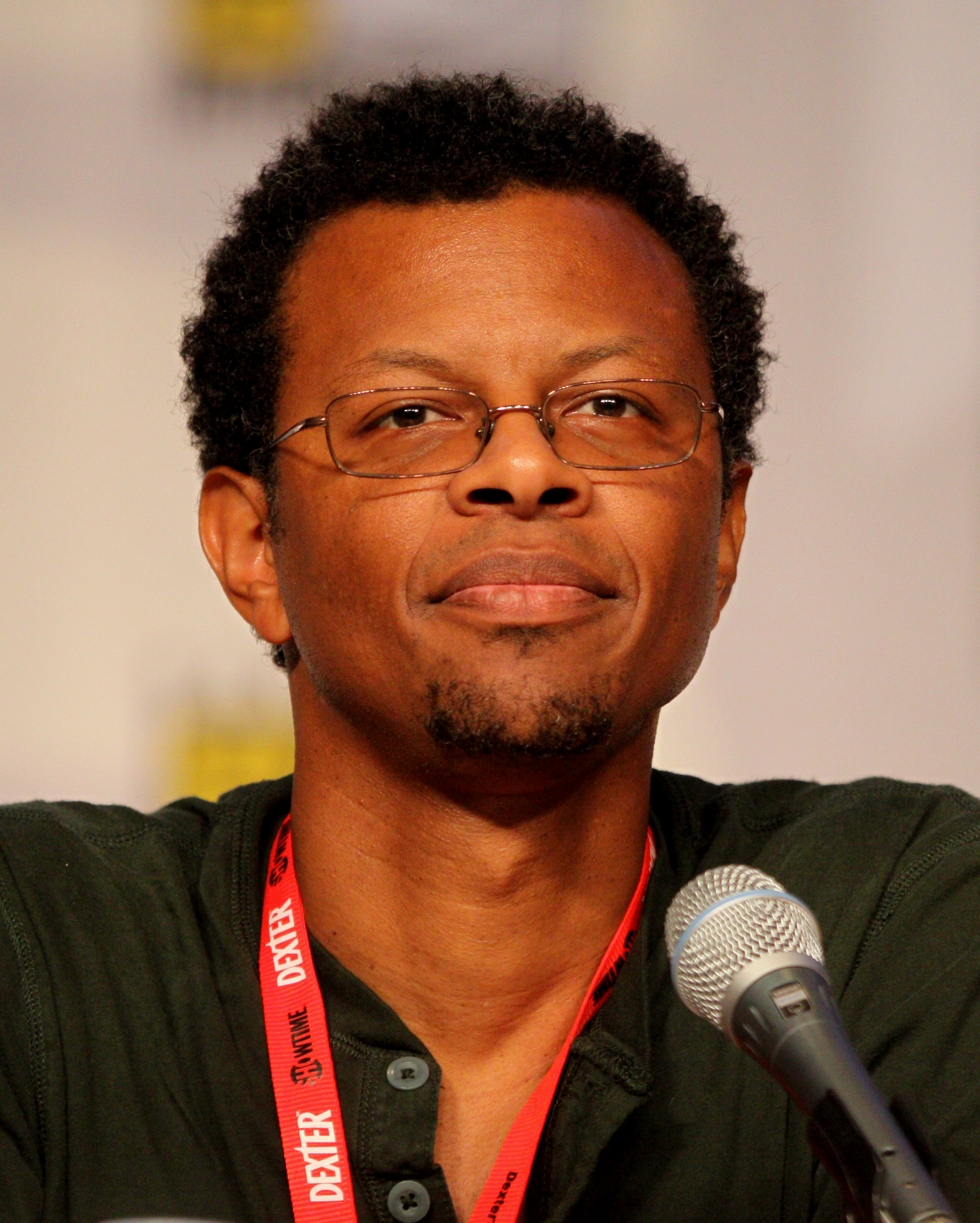
Phil LaMarr interprète la voix de Baxter Stockman.
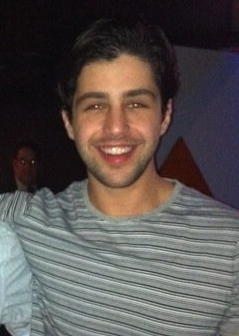
Josh Peck interprète la voix de Casey Jones.
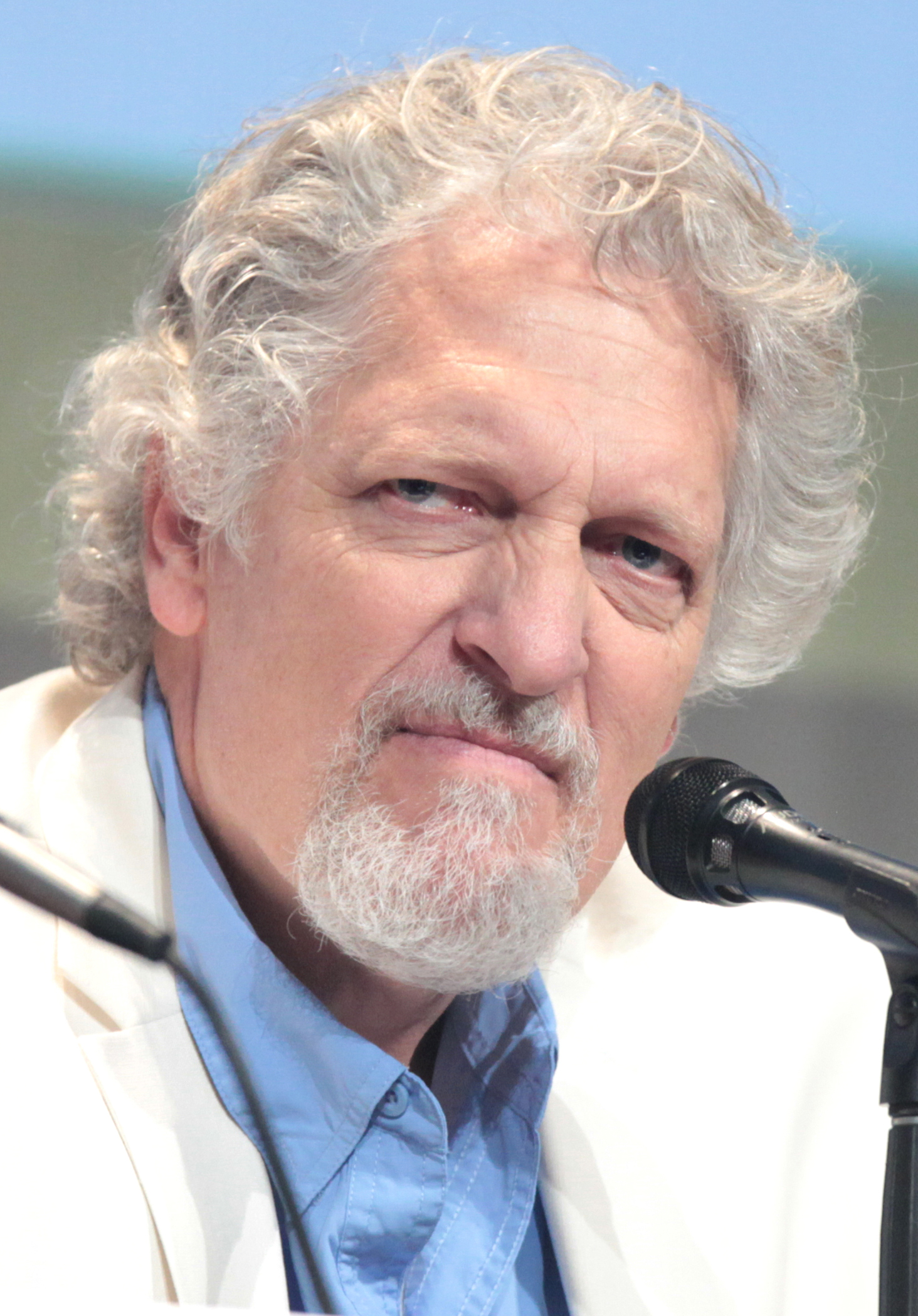
Clancy Brown interprète la voix de Dogpound / Rahzar.

### Voix françaises
- Stéphane Marais : Leonardo, Leo (1987)
- Frédéric Popovic : Raphael, Raph (1987)
- Aurélien Ringelheim : Donatello, Donnie (1987)
- Bruno Méyère : Michelangelo, Mikey (1987)
- Antoine Tomé : Splinter, Zeno, Leatherhead (2e voix), Miyamoto Usagi
- Fanny Bloc : April O'Neil, Za-Noran
- Frédéric Souterelle : Shredder, Shredder (1987), Mozar, Armaggon, Tritonateur (2e voix)
- Éric Peter : Kraang, Timothy (Mutagen Man), Ivan Steranko (Rocksteady) (1re voix), Don Vizioso, Hamato Yuuta, Zog, G'Throkka (Commandant Sal), Zarus, Krang (1987), Scarabouse, Kavaxas
- Christine Pâris : Karai, Irma, "Madame O'Neil", Mademoiselle Campbell, Joan Grody, Valaxina, Y'Gythgba (Mona Lisa), Queen (1re voix), Rook (1re voix), Shinigami, Esmeralda
- Jean-François Pagès : Baxter Stockman, Slash, Attila, Castor funeste, Dr Tyler Rockwell, Anton Zeck (Bebop) (3e voix), Lord Vringath Dregg, Eon, Vrax Belebome, Hattori Tatsu, Igor, Frank, Bebop (1987), Sumo Kuma
- Gabriel Bismuth-Bienaimé : Casey Jones, Anton Zeck (Bebop) (1re voix)
- Olivier Cordina : Chris Bradford (Dogpound / Rahzar), Tiger Claw, Genghis, Vilain castor, Triceraton, Zovox, Eon, Zoran, Pawn, le Marteau, Victor Frankenstein
- Jérôme Keen : Xever, Fong (2e voix), Pete le pigeon (2e voix), Dr Zayton Honeycutt (Fugitoïde), Vic Fulci, Écrou-Kid, Dracula
- Rémi Caillebot : Fong[4] (1re voix)
- Jean-Marie Boyer : Leatherhead (1re voix), Dr Victor Falco (Roi des rats), Kurtzman, Ho Chan, Raspoutine, Bernie, Lord Simultanéité, Skullface McGillin
- Yann Le Madic : Snake (Snake l'Herbe), Pete le pigeon (1re voix)
- Marc Bretonnière : Fou du volant, Ivan Steranko (Rocksteady) (2e voix), Tritonateur (1re voix), Bigfoot, Castor vengeur, Savanti Romero, Vincenzo Fulci, Bat-Boulon, Rocksteady (1987), Verminator Rex
- Olivier Jankovic : Kirby O'Neil, Carlos Chiang O'Brien Gambe, Dave le castor, Anton Zeck (Bebop) (2e voix), Hun, Joe la bille, Murakami (2e voix), Bishop, Wyrm, Zanmoran, Slash (2e voix), Jason (Mondo Gecko), Vulco, Jei
- Daniel Lafourcade : Murakami (1re voix)
- Michel Raimbault puis Éric Missoffe : Vic
- Arnaud Romain : Doigt crochu, Garson Grunge (Muckman), Omni-Intel, Eon, Zax
- Fabrice Fara : Napoléon Bonacroix
- Florine Orphelin : Renet, Rook (2e voix)
- Laura Pellerin : Tang Shen, Queen (2e voix)
- Françoise Rigal : Hiidrala
- Murielle Naigeon : Alopex
- Céline Mauge : Akemi, Joroguma
- Isabelle Volpé : Kintaro
- Nicolas Beaucaire : Donbot
- Nayéli Forest : Mira
- Bernard Allouf : Imperius Reptillicus
- Charles Borg : Maximus Kong

- Version française
  - Studio de doublage : Chinkel (saisons 1 à 3), Lylo Media Group (saisons 4 et 5)
  - Direction artistique : Christine Pâris
  - Adaptation des dialogues : Julie Leroy et Joffrey Grosdidier

## Production

### Développement
Le 21 octobre 2009, une revue de presse indique l'achat des droits de la série Les Tortues Ninja par Viacom pour 60 millions $, ainsi qu'une probable adaptation de celle-ci en série d'animation pour la chaîne Nickelodeon en 2012. Un film, prévu par Paramount Pictures (également une division de Viacom), est annoncé pour 2014.
Des images des personnages sont mises en ligne sur le site officiel de Nickelodeon. Les personnages incluaient les quatre tortues, Shredder, Splinter, une April O'Neil adolescente et les Kraangs. Une bande-annonce est diffusée le 21 juin 2012 sur Nickelodeon. En juin 2014, Seth Green est annoncé pour remplacer Jason Biggs dans le rôle de Leonardo dans la troisième saison.
Le 2 octobre 2012 et le 26 février 2013, Nickelodeon renouvelle la série respectivement pour une deuxième et troisième saison,. Le 17 juin 2014, Nickelodeon commande une quatrième saison. Le 10 juillet, Nickelodeon commande une cinquième saison. Celle-ci sera la dernière et ne comptera que vingt épisodes, au lieu de 26 comme les précédentes saisons.

### Attribution des rôles
Jason Biggs, acteur américain, joue originellement Leonardo, et Rob Paulsen joue quant à lui Donatello. En juin 2011, Sean Astin est confirmé pour jouer Raphael, et Greg Cipes pour Michelangelo. En août 2011, Mae Whitman est révélée pour être la voix d'April O'Neil. En avril 2012, Phil LaMarr est annoncé pour les rôles de Baxter Stockman et Nolan North, du gang des Kraang,, tandis que Roseanne Barr est confirmé pour jouer Kraang Prime. L'actrice Kelly Hu confirme son rôle de Karai en mai 2012. Corey Feldman est confirmé pour être la voix de Slash. Casey Jones apparait dès la seconde saison, et est joué par l'ancienne vedette de Nickelodeon, Josh Peck,.

### Fiche technique
Sauf indication contraire, les informations mentionnées dans cette section peuvent être confirmées par les bases de données cinématographiques IMDb et Allociné,  présentes dans la section « Liens externes ».
- Titre original : Teenage Mutant Ninja Turtles
- Titre français : Les Tortues Ninja (saison 1 à 4) / Les Aventures des Tortues Ninja (saison 5)
- Création : Kevin Eastman et Peter Laird, basée sur les personnages fictives des Tortues Ninja
- Réalisation : Michael Chang, Alan Wan, Juan Jose Meza-Leon, Ciro Nieli, Sebastian Montes, Rie Koga (saisons 4 et 5)
- Scénario : Joshua Sternin, J. R. Ventimilia, Jeremy Shipp, Joshua Hamilton, Tom Alvarado, Russ Carney, Ron Corcillo, Kenny Byerly, Brandon Auman, Todd Garfield, Eugene Son, Kevin Burke, Chris Wyatt « Doc », Thomas Krajewski, Nicole Dubuc, Gavin Hignight, Johnny Hartmann, Mark Henry, Peter Di Cicco, John Shirley, Christopher Yost, Doug Langdale, Henry Gilroy, Greg Weisman, Henry Gilroy, Stan Sakai, Kevin Eastman, Jed MacKay
- Musique :
  - Compositeur(s) : Sebastian Evans
  - Compositeur(s) de musique thématique : Sebastian Evans, Stan Martinez
  - Thème d'ouverture : Teenage Mutant Ninja Turtles
  - Thème de fin : Teenage Mutant Ninja Turtles (instrumentale)
- Production :
  - Producteur(s) : MacGregor Middleton
  - Producteur(s) exécutive(s) : Joshua Sternin, J. R. Ventimilia, Peter Hastings, Ciro Nieli, Brandon Auman
- Société(s) de production : Lowbar Productions, Mirage Studios, Nickelodeon Productions
- Société(s) de distribution : ViacomCBS Domestic Media Networks
- Pays d'origine :  États-Unis
- Langue originale : Anglais
- Format (image) : 480i (NTSC), 1080i (HDTV)
- Genre : Comédie dramatique, action-aventures
- Durée : 22 minutes
- Diffusion :  États-Unis,  France,  Canada,  Australie
- Classification : Tout public

### Diffusions internationales
La série Les Tortues Ninja est initialement diffusée aux États-Unis le 29 septembre 2012 sur la chaîne Nickelodeon[réf. souhaitée].
Au Canada, elle est diffusée sur la chaîne YTV et sur Télétoon en français. En France, la série est diffusée depuis le 1er octobre 2012 sur Nickelodeon ; depuis le 17 novembre 2012, elle est diffusée sur France 3 ; depuis le 15 mars 2014, elle est diffusée sur France 4 dans l'émission Ludo. En Australie, elle est diffusée sur Eleven depuis le samedi 30 juin 2013.

## Épisodes
| Saison | Saison | Épisodes | États-Unis        | États-Unis        | France           | France           |
| Saison | Saison | Épisodes | Début de saison   | Fin de saison     | Début de saison  | Fin de saison    |
| ------ | ------ | -------- | ----------------- | ----------------- | ---------------- | ---------------- |
|        | 1      | 26       | 29 septembre 2012 | 4 octobre 2013    | 1er octobre 2012 | 8 octobre 2013   |
|        | 2      | 26       | 11 octobre 2013   | 19 juillet 2014   | 15 octobre 2013  | 4 décembre 2014  |
|        | 3      | 26       | 21 octobre 2014   | 28 septembre 2015 | 27 mars 2015     | 11 décembre 2015 |
|        | 4      | 26       | 1er novembre 2015 | 26 février 2017   | 10 janvier 2016  | 1er mars 2017    |
|        | 5      | 20       | 19 mars 2017      | 27 novembre 2017  | 1er juin 2017    | 9 décembre 2017  |

### Première saison (2012-2013)
Elle est composée de 26 épisodes.
1. L'Apparition des tortues, première partie (Rises of the Turtles, part 1)
2. L'Apparition des tortues, deuxième partie (Rises of the Turtles, part 2)
3. Caractère de tortue (Turtle Temper)
4. Nouvel ami, vieil ennemi (New Friend, Old Ennemy)
5. Je crois qu'il s'appelle Baxter Stockman (I Think His Name is Baxter Stockman)
6. Tête d'acier (Metalhead)
7. Malin comme un singe (Monkey Brains)
8. Xever la Menace (Never Say Xever)
9. Le Défi (The Gauntlet)
10. Panique dans les égouts (Panic in the Sewers)
11. L'Attaque des mascottes (Mousers Attack !)
12. La Créature des profondeurs (It Came from the Depths)
13. Le Roi des rats (I, Monster)
14. Une fille mystérieuse (New Girl in Town)
15. Le Plan des Krangs (The Alien Agenda)
16. Le Pulvériseur (The Pulverizer)
17. Mystère au T.C.R.I. (T.C.R.I.)
18. Le Cafard Terminator (Cockroach Terminator)
19. Le Labyrinthe de la peur (Baxter's Gambit)
20. L'Ennemi de mon ennemi (Ennemy of My Ennemy)
21. Face-à-Face avec Karaï (Karai's Vendetta)
22. Le Retour du Pulvériseur (The Pulverizer Returns !)
23. L'Œuf (Parasitica)
24. Une Évasion à haut risque (Operation : Break Out)
25. L'Affrontement, première partie (Showndown, part 1)
26. L'Affrontement, deuxième partie (Showndown part 2)

### Deuxième saison (2013-2014)
Elle est composée de 26 épisodes.
1. Mutation Accidentelle (The Mutation Situation)
2. Qui est le Chef ? (Follow the Leader)
3. L'Invasion des Écureuils Mutants (Invasion of the Squirrelanoids)
4. Mutagène-Man se Déchaîne (Mutagen Man Unleashed)
5. L'Acné Mutante de Mikey (Mikey Gets Shellacne)
6. Une Cible nommée April O'Neil (Target : April O'Neil)
7. Slash, le Destructeur (Slash and Destroy)
8. La Conspiration des Kraangs (The Kraang Conspiracy)
9. Le Bon, La Brute et Casey Jones (The Good, The Bad and Casey Jones)
10. Fungus Monstruosus (Fungus Humungous)
11. Tête d'Acier Version 2.0 (Metalhead Rewired)
12. Des Rats et des Hommes (Of Rats and Men)
13. Tremblement de Ver, première partie (The Manhattan Project)
14. Tremblement de Ver, deuxième partie (Wormquake !)
15. Les Mutants du Labyrinthe (Mazes & Mutants)
16. La Triste Mutation de Baxter Stockman (The Lonely Mutation of Baxter Stockman)
17. Le Retour du Tritonateur (Newtralized !)
18. La Colère de Tiger Claw (The Wrath of Tiger Claw)
19. Tête de Pizza (Pizza Face)
20. La Légende du Kuro Kabuto (The Legend of the Kuro Kabuto)
21. Plan 10 (Plan 10)
22. Le Goût de la Vengeance (Vengeance is Mine)
23. Le Fantôme de Chinatown (A Chinatown Ghost Story)
24. Voyage dans la Dimension X (Into Dimension X)
25. L'Invasion, première partie (The Invasion, part 1)
26. L'invasion, deuxième partie (The Invasion, part 2)

### Troisième saison (2014-2015)
Elle est composée de 26 épisodes.
1. Au Fond des Bois (Within the Woods)
2. La Chasse au Big Foot (A Foot Too Big)
3. Secrets Enfouis (Buried Secrets)
4. L'Attaque des Grenouilles Mutantes (The Croaking)
5. Mauvais Rêves (In Dreams)
6. Le Fou du Volant (Race with the Demon)
7. Les Yeux de la Chimère (Eyes of the Chimera)
8. Quête Spirituelle (Vision Quest)
9. Retour à New York (Return to New York)
10. La Chasse au Serpent (Serpent Hunt)
11. Le Rhinocéros et le Cochon (The Pig and the Rhino)
12. La Bataille de New York, première partie (Battle for New York, part 1)
13. La Bataille de New York, deuxième partie (Battle for New York, part 2)
14. Casey Jones combat le Crime (Casey Jones vs the Underworld)
15. Le Vengeur Toxique (The Noxious Avenger)
16. Le Choc des Mutanimaux (Clash of the Mutanimals)
17. Mon Nom est Mondo Gecko (Meet Mondo Gecko)
18. Le Venin Mortel (The Deadly Venom)
19. Perdus dans le Temps (Turtles in Time)
20. La Légende des Yokaï (Tale of the Yokai)
21. L'Attaque du Méga-Shredder (Attack of the Mega Shredder!)
22. L'Herbe-Barjo (The Creeping Doom)
23. Piège Puissance Quatre (The Fourfold Trap)
24. Un Dinosaure dans les Égouts (Dinosaurs Seen in Sewers)
25. L'Anéantissement de la Terre, première partie (Annihilation : Earth, part 1)
26. L'Anéantissement de la Terre, deuxième partie (Annihilation : Earth part 2)

### Quatrième saison (2015-2017)
Cette saison est composée de 26 épisodes.
1. Au-Delà des Frontières de l’Espace (Beyond The Known Universe)
2. Les Lunes de Thalos 3 (The Moons of Thalos 3)
3. Le Monde selon Wyrm (The Weird World of Wyrm)
4. Le chasseur de primes (The Outlaw Armaggon)
5. L'Énigme des Anciens Aeons (Riddle of the Ancient Aeons)
6. Voyage au Centre de l'Esprit de Mikey (Journey to the Center of Mikey's Mind)
7. L'Arène du Carnage (The Arena of Carnage)
8. Bataille pour la Dimension X (The War for Dimension X)
9. L'Ocean Cosmique (The Cosmic Ocean)
10. Les Tortues Transdimensionelles (Trans-dimensional-Turtles)
11. La Vengeance des Tricératons (Revenge of the Triceratons)
12. Le Côté Diabolique de Dregg (The Evil of Dregg)
13. Le Feu Éternel (The Ever-Burning Fire)
14. Ultime Chance pour la Terre (Earth's Last Stand)
15. La Guerre des Clans (City at War)
16. Foot contre Foot (Broken Foot)
17. Infectes Insectes (The Insecta Trifecta)
18. Les Mutants contre-attaquent (Mutant Gangland)
19. Une Chauve-Souris dans le Beffroi (Bat in the belfry)
20. Super Shredder (The Super Shredder)
21. Au Fond du Trou (Darkest Plight)
22. Cette Force en Elle (The Power Inside Her)
23. Tokka contre le Reste du Monde (Tokka vs. the World)
24. La Légende de Tiger Claw (The Tale of Tiger Claw)
25. Requiem (Requiem)
26. La Fin (Owari)

### Cinquième saison (2017)
Cette saison, qui est la dernière, est composée de vingt épisodes. Cette saison, contrairement aux autres, a été intitulée différemment : Les Aventures des Tortues Ninja (Tales of the Teenage Mutants Ninja Turtles).
1. Le Rouleau du Démodragon ('Scroll of the Demodragon)
2. L'Épéiste Oublié (The Forgotten Swordsman)
3. Le Cœur du Démon (Heart of Evil)
4. La Fin des Temps (End times)
5. Le Choc des Mondes, première partie (When Worlds Collide, part 1)
6. Le Choc des Mondes, deuxième partie (When Worlds Collide, part 2)
7. Yojimbo (Yojimbo)
8. Osoroshi no Tabi (Osoroshi no Tabi)
9. Kagayakei Kintaro (Kagayakei Kintaro)
10. Il était une fois Splinter et les Tortues (Lone Rats and Cubs)
11. Raphael : L'Apocalypse Mutante, première partie : Le Guerrier des Terres Désolées (Raphael: Mutant Apocalypse, part 1 : The Wasteland Warrior)
12. Raphael : L'Apocalypse Mutante, deuxième partie : Le Désert Impossible (Raphael: Mutant Apocalypse, part 2 : The Impossible Desert)
13. Raphael : L'Apocalypse Mutante, troisième partie : Carmageddon (Raphael: Mutant Apocalypse, part 3 : Carmageddon!)
14. La Malédiction de Savanti Romero (The Curse of Savanti Romero)
15. La Crypte de Dracula (The Crypt of Dracula)
16. La Créature du Docteur Frankenstein (The Frankenstein Experiment)
17. Les Monstres attaquent (Monsters Among Us)
18. Bebop et Rocksteady, première partie (Wanted: Bebop and Rocksteady)
19. Bebop et Rocksteady, deuxième partie (The Foot Walks Again)
20. Bebop et Rocksteady, troisième partie (The Big Blow-Out)

## Accueil

### Audiences
La première diffusion de la série recense un total de 3,9 millions de téléspectateurs.

### Réceptions critiques
IGN accueille positivement la série, avec quelques épisodes notés sous le titre Editor's Choice.

### Distinctions
- Kids' Choice Awards 2014 : Meilleure série télévisée d'animation
- Kids' Choice Awards Indonésie 2014 : Meilleure série télévisée d'animation
- Kids' Choice Awards 2015 : Meilleure série télévisée d'animation

## Produites dérivés

### Sorties en DVD et disques Blu-Ray
- France :

Les épisodes de la série sont édités en DVD zone 2 par Citel Vidéo, depuis le 9 avril 2014. Ils sont regroupés en plusieurs volumes, chacun d'entre eux contenant six à sept épisodes pour une durée de 2 h 12 à 2 h 35, dans l'ordre chronologique.
Notons que pour les quatre premiers volumes, une édition collector était également proposée, incluant en bonus un poster et un puzzle magnétique.
Les TMNT sont également apparues dans des coffrets 2 DVD regroupant respectivement les volumes 1 & 2 (durée totale : 5 h 8), puis 3 & 4 (durée totale : 4 h 24). Ceux-ci ont été commercialisés respectivement le 1er octobre 2014 et le 30 septembre 2015.
Liste Chronologique des DVD
Saison 1
1. L'Apparition des Tortues ( 9 avril 2014 ) : #1-7
2. Shredder sort de L'ombre  ( 4 juin 2014 ) : #8-14
3. L'Invasion des Krangs  ( 1er octobre 2014 ) : #15-20
4. L'Affrontement final  ( 19 novembre 2014 ) : #21-26

Saison 2
1. Alerte Mutagène  ( 25 février 2015 ) : #1-6
2. Amis ou Ennemis ?  ( 6 mai 2015 ) : #7-12
3. Menaces Mutantes  ( 1er juillet 2015 ) : #13-19
4. Dimension X  ( 1er septembre 2015 ) : #20-26

Saison 3
1. Nouveaux Défis  ( 18 novembre 2015 ) : #1-7
2. Retour à New York  ( 2 mars 2016 ) : #8-13
3. Dans les griffes de Shredder  ( 6 juillet 2016 ) : #14-20
4. Vengeance  ( 7 septembre 2016 ) : #21-26

### Jouets
La société Playmates Toys lance une ligne de jouets Tortues Ninja en parallèle à la diffusion de la série. En 2012, Playmates Toys lance la première chaîne de figurines à l'effigie des personnages de Leonardo, Donatello, Raphael, Michelangelo, Splinter et April O'Neil, ainsi que les antagonistes de la série incluant Shredder, Kraang, et un Foot Soldier. Début 2013, Playmates lance la deuxième chaîne. En avril 2013, la troisième chaîne est lancée. The Lego Group lance, quant à lui, un thème Lego de la série en 2013.